# Miłość kobiety
Miłość kobiety (fr. Un amour de femme) – francuski telewizyjny dramat filmowy z roku 2001 w reżyserii Sylvie Verheyde.

## Fabuła
Jeanne jest od 8 lat żoną Davida, mają syna. Na wieczorku u przyjaciela Davida Jeanne poznaje tancerkę o imieniu Marie. Kobiety dobrze czują się razem, Jeanne doznaje w towarzystwie Marie dawno nie doświadczanej radości.
Jeanne, która w młodości lubiła tańczyć, przyjmuje propozycję Marie i rozpoczyna zajęcia w jej tanecznym studio. Pewnego razu Marie zaprasza przyjaciółkę nad morze, gdzie mają okazję pobyć razem w osobności. Tam Jeanne odkrywa rodzące się w niej od pewnego czasu uczucie do Marie. Między kobietami rozpoczyna się czuły romans. Jeanne wyznaje prawdę swojemu mężowi. Reakcja Davida jest bardzo gniewna, lecz daje on żonie czas na przemyślenie sprawy. Miłość do syna i obawy przed przyszłością zmuszają Jeanne do rozstania się z Marie. Jednak nie umie już ona powrócić do poprzedniego układu; miłość do Marie jest zbyt silna. Do porzucenia Davida przyczynia się też jego brutalne zachowanie. Jeanne i Marie rozpoczynają wspólne życie.